# Дональд Дак (серия мультфильмов)
«Дональд Дак» (англ. Donald Duck) — серия короткометражных комедийных мультфильмов, в которых главную роль исполнил Дональд Дак. Была показана с 1937 по 1961 год (в 1957—1960 годах не было выпущено ни одного мультфильма серии). Всего насчитывается 119 эпизодов, дистрибьютером большинства из них стала RKO Radio Pictures, за исключением 1-й и 2-й серий (United Artists), 113-й и 119-й серий (Buena Vista Distribution). Из этих 119 мультфильмов девять были номинированы на «Оскар» (но ни один не получил нарады): восемь — в категории «Лучший анимационный короткометражный фильм» и один — в категории «Лучший документальный фильм» (см. № 33).

## Общая информация
Производство всех серий — Walt Disney Animation Studios. Первая и вторая серии из нижеследующего списка первоначально были самостоятельными мультфильмами, не входящими в эту серию, но в последующих ре-релизах стали в неё включаться.
Главный герой всех этих мультфильмов — Дональд Дак, также почти в каждой серии присутствуют кто-либо из его родственников, друзей или врагов: Микки Маус, Плуто, Пит, Билли, Вилли, Дилли, Чип, Дейл и возлюбленная Дональда — Дейзи Дак.
Подобно мульт-серии «Микки Маус», короткометражки «Дональд Дак» начинаются с крупного плана лица Дональда со вспышкой звёзд позади него, за которым следует название «Дональд Дак Уолта Диснея». В мультфильмах о Дональде на тему Второй мировой войны, выпущенных в 1940-х годах, в которых показано, как Дональд поступает на военную службу, изображён вариант лица Дональда с заменой его матросской шапочки на кепку рядового.
Режиссёрами этих 119 мультфильмов выступили одиннадцать человек, но наибольший вклад в серию внесли Джек Кинг (53 мультфильма) и Джек Ханна (48 мультфильмов).

## Список
В список не включены мультфильмы из других мульт-серий, в которых появляется Дональд Дак, например, «Микки Маус», «Дональд и Гуфи» и «Всё о Микки Маусе»; а также не указаны полнометражные мультфильмы, в которых Дональд играет достаточно заметную роль, например, «Время мелодий» и «Фантазия 2000»; не указаны отдельные мультфильмы о Дональде вне серии, например, «Решение Дональда», «Дональд в „Матемагии“».

В столбце «Синопсис» часто употребляются словосочетания:
- трое племянников, трое мальчишек, племянники и т. п. — это Билли, Вилли и Дилли
- сержант / прораб / злодей / лесник / хулиган и т. п. Пит — это Пит

### 1937
| № п/п | Название                                  | Дата премьеры   | Синопсис | Комментарии, ссылки                                                                                                  |
| ----- | ----------------------------------------- | --------------- | --- | --- |
| 1     | Дон Дональд Don Donald                    | 9 января 1937   | Дональд едет с визитом к своей подруге Донне Дак, но в итоге они ссорятся из-за осла Дональда, а потом из-за его автомобиля.                           | |
| 2     | Современные изобретения Modern Inventions | 29 мая 1937     | Дональд посещает «Музей современных чудес». Там ему приходится несладко от многочисленных роботов со странным поведением, помешанных на удобстве.      | Гораздо позднее мультфильм послужил источником вдохновения при создании «будок самоубийц» в мультсериале «Футурама». |
| 3     | Страус Дональда Donald's Ostrich          | 10 декабря 1937 | Дональд работает ответственным за багаж на крохотной ж/д станции. Однажды в одном из ящиков прибывает страус, отличающийся невероятной прожорливостью. | |

### 1938
| № п/п | Название                                     | Дата премьеры   | Синопсис | Комментарии, ссылки                                                            |
| ----- | -------------------------------------------- | --------------- | --- | ------------------------------------------------------------------------------ |
| 4     | Самоконтроль Self Control                    | 11 февраля 1938 | Дональд отдыхает в гамаке, наслаждаясь прекрасным летним днём, и утверждает, что никогда не выходит из себя, однако вскоре муха, гусеница, курица и дятел (по очереди) доводят его до белого каления.                           |                                                                                |
| 5     | Лучшая сторона Дональда Donald's Better Self | 10 марта 1938   | Дональд разрывается между своей Совестью и Анти-Совестью. Первая понуждает его проснуться и идти в школу, вторая — прогулять школу, пойти на рыбалку, выкурить трубку…                                                          |                                                                                |
| 6     | Племянники Дональда Donald's Nephews         | 17 апреля 1938  | К Дональду приезжают погостить трое его маленьких племянников, которые невероятно неуправляемы, непоседливы и шкодливы. | Впервые на экране Билли, Вилли и Дилли, впервые упоминается Делла Дак.         |
| 7     | Хорошие скауты Good Scouts                   | 8 июля 1938     | Дональд с тремя племянниками отправляется в скаутский поход по диким местам Йеллоустонского парка. Он безуспешно пытается научить мальчиков навыкам выживания в дикой природе, а в итоге сам едва не становится добычей гризли. | Номинация на «Оскар» в категории «Лучший анимационный короткометражный фильм». |
| 8     | Дональд играет в гольф Donald's Golf Game    | 4 ноября 1938   | Дональд отправляется поиграть в гольф, взяв троих племянников, но их проказы портят всю игру. |                                                                                |

### 1939
| № п/п | Название                                  | Дата премьеры   | Синопсис | Комментарии, ссылки |
| ----- | ----------------------------------------- | --------------- | --- | --- |
| 9     | Удачный день Дональда Donald's Lucky Day  | 13 января 1939  | Неизвестные злодеи нанимают Дональда для доставки бомбы, замаскированной под подарок, в пятницу 13-го, по адресу 1313 13th Street, но ситуацию спасает чёрная кошка. | |
| 10    | Чемпион по хоккею The Hockey Champ        | 28 апреля 1939  | Дональд показывает своим племянникам мастер-класс по игре в хоккей, но в итоге его дерзость и самонадеянность приводят к позору. | В одной сцене Дональд насмехается над Соней Хени, очень известной фигуристкой и киноактрисой того времени. |
| 11    | Дональд и кузен Гас Donald's Cousin Gus   | 19 мая 1939     | Дональда навещает невероятно прожорливый кузен по имени Гас. | |
| 12    | Пляжный пикник Beach Picnic               | 9 июня 1939     | Дональд устраивает пикник на пляже, там он обнаруживает спящего Плуто, над которым решает подшутить. Затем отряд муравьёв разворовывает еду Дональда, которую тот разложил для пикника. | Первое появление Плуто в этой мульт-серии. Вообще, Дональд и Плуто редко появляются на экране в паре. |
| 13    | Морские бойскауты Sea Scouts              | 30 июня 1939    | Оказывается, у Дональда есть настоящий корабль, и он решает отправиться на нём в плавание со своими племянниками. Дональд — капитан, Билли, Вилли и Дилли — юнги, но очень нерасторопные и неуклюжие, поэтому отчалить от причала так и не удаётся; а сам Дональд едва не попадает в пасть акуле. | |
| 14    | Дональд и пингвин Donald's Penguin        | 11 августа 1939 | Дональду приходит подарок от неизвестного персонажа — Адмирала Птицы. Это малыш пингвин. Поначалу отношения у них не складываются, но в итоге Дональд и пингвинёнок находят общий язык. | |
| 15    | Охотник за автографом The Autograph Hound | 1 сентября 1939 | Дональд проникает в голливудскую студию, чтобы взять автографы у звёзд. С огромным трудом и весьма странным образом ему это удаётся, а в конце, когда его самого́ узнаю́т, уже к нему за автографами выстраивается очередь из знаменитостей.                                                        | Первый мультфильм, в котором Дональд носит синюю матросскую шапочку (в дальнейшем он с ней почти никогда не расставался). Представлено огромное количество знаменитостей того времени (в анимированном виде, озвучены не сами собой; в порядке появления): Грета Гарбо, Микки Руни, Генри Арметта, братья Ритц, Ширли Темпл, Кларк Гейбл, сёстры Эндрюс, Чарли МакКарти, Степин Фетчит, Роланд Янг, Одинокий рейнджер на своём коне Сильвере, Джо Браун, Марта Рей, Хью Херберт, Ирвин Кобб, Эдвард Арнольд, Кэтрин Хепбёрн, Эдди Кантор, Слим Саммервилл, Лайонел Барримор, Бетт Дейвис, Граучо Маркс, Харпо Маркс, Миша Ауэр, Джоан Кроуфорд, Шарль Буайе и Соня Хени (единственная озвучила себя сама). |
| 16    | Офицер Дональд Officer Duck               | 10 октября 1939 | Дональд — офицер полиции. Ему дают задание поймать злодея по имени Крошечный Том (Пит). Обычным образом это сделать у него не выходит, и тогда Дональд притворяется брошенным малышом. | Первое появление Пита в этой мульт-серии. |

### 1940
| № п/п | Название                                       | Дата премьеры    | Синопсис | Комментарии, ссылки |
| ----- | ---------------------------------------------- | ---------------- | --- | --- |
| 17    | Клепальщик The Riveter                         | 15 марта 1940    | Дональд, проходя мимо стройки, натыкается на объявление «Требуется клепальщик». Своей неумелой работой он вызывает ярость прораба Пита.                                                            | |
| 18    | Собачья ванна Дональда Donald's Dog Laundry    | 5 апреля 1940    | Дональд конструирует автоматическую стиральную машину для собак. Он хочет испытать её на Плуто, тот отказывается, и в итоге так выходит, что это испытание против своей воли проходит сам Дональд. | |
| 19    | Мистер Дак идёт на свидание Mr. Duck Steps Out | 7 июня 1940      | Дональд идёт на свидание с Дейзи, но так получается, что с ним отправляются трое его племянников.                                                                                                  | Первое появление Дейзи Дак в этой мульт-серии. В дальнейшем линия романтических отношений Дональда и Дейзи сохранится навсегда, но Дейзи будет появляться на экране нечасто. Мультфильм выделяется среди других короткометражек серии того периода использованием современной музыки и сюрреалистических ситуаций. |
| 20    | Непри-Непри-ятности Put-Put Troubles           | 19 июля 1940     | Дональд отправляется на прогулку на моторной лодке с Плуто. | |
| 21    | Каникулы Дональда Donald's Vacation            | 9 августа 1940   | Дональд отдыхает на природе: каноэ, водопады, палатка… В итоге бурундуки крадут всю его еду, а сам Дональд едва не становится жертвой гризли.                                                      | |
| 22    | Мойщики окон Window Cleaners                   | 20 сентября 1940 | Дональд и Плуто работают мойщиками окон. | |
| 23    | Главный пожарный Fire Chief                    | 13 декабря 1940  | Дональд — пожарный; живёт вместе с тремя своими племянниками. Из-за их шалостей и нерасторопности Дональда сгорает их дом, пожарная часть и пожарная машина.                                       | |

### 1941
| № п/п | Название                                              | Дата премьеры    | Синопсис | Комментарии, ссылки |
| ----- | ----------------------------------------------------- | ---------------- | --- | --- |
| 24    | Лесник Timber                                         | 10 января 1941   | Дональд — хобо. За еду он становится лесником под надзором Пеголапого Пита. Но работать он не умеет и не хочет, поэтому всё заканчивается погоней Пита за Дональдом.                                                                      | |
| 25    | Золотые яйца Golden Eggs                              | 7 марта 1941     | Дональд решает разбогатеть на яйцах. Он отправляется в курятник, но вскоре его замечает петух, и Дональду, чтобы спастись, приходится притвориться курицей, которая вызывает любовный интерес у стража курятника.                         | |
| 26    | Бросишь грош — красоту найдёшь A Good Time for a Dime | 9 мая 1941       | Дональд посещает пенни-аркаду, где смотрит «эротический» фильм в мутоскопе, играет в «Кран», катается на мини-самолёте. | |
| 27    | Кто рано ложится Early to Bed                         | 11 июля 1941     | Дональд вечером собирается лечь спать, но уснуть ему на дают сначала настольные часы, а затем его подъёмная кровать. | |
| 28    | Угроза прогульщиков Truant Officer Donald             | 1 августа 1941   | Дональд — «офицер по школьным прогульщикам». Заметив троих мальчишек, купающихся в озере, он решает отвезти их в школу. С огромным трудом ему это удаётся, но лишь для того, чтобы увидеть объявление «Школа закрыта на летние каникулы». | Номинация на «Оскар» в категории «Лучший анимационный короткометражный фильм». Интересный факт: прячущиеся от Дональда в своём домике Билли, Вилли и Дилли готовят себе жареных цыплят (каннибализм). |
| 29    | Старина МакДональд Дак Old MacDonald Duck             | 12 сентября 1941 | Дональд — фермер. Обычная муха превращает дойку коровы в настоящее злоключение. | |
| 30    | Камера Дональда Donald's Camera                       | 24 октября 1941  | Дональд отправляется на фотоохоту. | |
| 31    | Шеф Дональд Chef Donald                               | 5 декабря 1941   | Дональд слушает по радио кулинарную передачу и, следуя указаниям ведущей, пытается приготовить вафли. В итоге его кухня полностью разгромлена.                                                                                            | |

### 1942
| № п/п | Название                                        | Дата премьеры    | Синопсис | Комментарии, ссылки |
| ----- | ----------------------------------------------- | ---------------- | --- | --- |
| 32    | Деревенский кузнец The Village Smithy           | 16 января 1942   | Дональд — кузнец. У него возникают проблемы с ремонтом колеса повозки и с подковыванием осла. | |
| 33    | Боевой дух The New Spirit                       | 23 января 1942   | Дональд с радостью платит дополнительный налог: деньги необходимы стране для производства бронемашин и боеприпасов (7 декабря 1941 года США вступили во Вторую мировую войну). | Обычно следующий мультфильм серии выходил через месяц—два и более после предыдущего, здесь же промежуток составил всего неделю. Номинация на «Оскар» в категории «Лучший документальный фильм». Пропагандистский мультфильм. См. также статью «Решение Дональда» — мультфильм вышел 11 января 1942 года. |
| 34    | Снежная битва Дональда Дака Donald's Snow Fight | 10 апреля 1942   | Дональд вступает в снежную битву со своими племянниками: санки, снежки, снеговики, ледяная ракета, снежные бомбы с мышеловками, пылающие стрелы, снежный линкор… | |
| 35    | Дональд на службе Donald Gets Drafted           | 1 мая 1942       | Дональд, получив повестку, отправляется на военную службу. Он начинает проходить КМБ под командованием сержанта Пита. Дональд совершенно не знает команд, невероятно неуклюж, и даже едва случайно не убивает своего командира. | |
| 36    | Сад Дональда Donald's Garden                    | 12 июня 1942     | Дональд в своём саду выращивает огромные дыни, за которые он планирует получить призы на выставке. Но тут на его участке появляется голодный суслик… | |
| 37    | Золотой прииск Дональда Donald's Gold Mine      | 24 июля 1942     | Дональд — золотодобытчик. Случайно он попадает в автоматическую перерабатывающую установку, которая измельчает добытые породы, отделяя от них золото. Дональд чудом избегает смерти и даже выходит из неё инкрустированный золотом. | |
| 38    | Дональд Дак — невидимка The Vanishing Private   | 25 сентября 1942 | Дональд — рядовой. Выполняя приказ сержанта Пита закамуфлировать пушку, он красит её «невидимой краской», а затем и сам становится невидимкой. Сержант в ярости преследует невидимого Дональда, чем вызывает удивление приехавшего генерала. Пит закидывает гранатами Дональда и генерала, после чего признан сумасшедшим и заперт в специальной камере. | |
| 39    | Парашютист Sky Trooper                          | 6 ноября 1942    | Дональд — рядовой. Он мечтает летать, и лукавый сержант Пит обещает ему службу в ВДВ. На самом деле Дональду предстоит прыжок с парашютом против воли. | |
| 40    | Дональд — коридорный Bellboy Donald             | 18 декабря 1942  | Дональд — коридорный. Он под угрозой увольнения из-за плохого отношения к гостям, поэтому обещает быть «идеальным». Однако в гостиницу прибывают Пит и его сын, поэтому обещание сдержать невозможно… | |

### 1943
| № п/п | Название                                | Дата премьеры   | Синопсис | Комментарии, ссылки |
| ----- | --------------------------------------- | --------------- | --- | --- |
| 41    | Лицо фюрера Der Fuehrer's Face          | 1 января 1943   | Дональд Дак живёт в кошмарном мире, он — нацистский немец, вынужденный производить артиллерийские снаряды в ужасных условиях. В конце концов, Дональд просыпается и с облегчением понимает, что он обычный американец, которому приснился ночной кошмар.                               | 22-е место в списке «50 величайших мультфильмов» (1994). В 2010 году мультфильм включён в российский Федеральный список экстремистских материалов (пункт 2030), в дальнейшем распространители мультфильма привлекались к административной ответственности, но в 2016 году по просьбе губернатора Камчатского края это решение было отменено. Премия «Оскар» в категории «Лучший анимационный короткометражный фильм». |
| 42    | Дух 43-го The Spirit of '43             | 7 января 1943   | Дональд — рядовой обыватель, только что получивший свою зарплату. «Ангел и дьявол на его плечах» спорят: своевременно заплатить повышенный военный налог или потратить деньги на себя. Вторая половина мультфильма представляет собой нарезку из вышедшего годом ранее «Боевого духа». | Мультфильм находится в общественном достоянии. |
| 43    | Проблема с шиной Donald's Tire Trouble  | 29 января 1943  | У Дональда-автомобилиста в дороге возникают проблемы с лопнувшей шиной. | |
| 44    | Летающая развалюха The Flying Jalopy    | 12 марта 1943   | Дональд хочет купить самолёт «с пробегом». Хозяин «самолётного рынка» желает, чтобы Дональд разбился при пробном полёте, и тогда он получит его страховку. | |
| 45    | Упал — отжался Fall Out Fall In         | 23 апреля 1943  | Дональд — рядовой. Его подразделение находится в многодневном марше, и Дональду не удаётся толком ни поспать, ни поесть… | |
| 46    | Старая армейская игра The Old Army Game | 5 ноября 1943   | Сержант Пит ночью осматривает лагерь и палатки, и обнаруживает отсутствие рядового Дональда. По возвращении солдата сержант устраивает за ним погоню и едва не убивает Дональда. | |
| 47    | Внутренняя оборона Home Defense         | 28 декабря 1943 | Дональд с племянниками служат гражданскими наблюдателями за вражескими самолётами на Западном побережье США. Мальчишки как всегда проказничают, даже во время войны. А Дональд из-за своей невнимательности едва не теряет слух.                                                       | |

### 1944
| № п/п | Название                                          | Дата премьеры   | Синопсис | Комментарии, ссылки |
| ----- | ------------------------------------------------- | --------------- | --- | --- |
| 48    | Неприятности с тромбоном Trombone Trouble         | 18 февраля 1944 | Пит играет на тромбоне ночью, не давай спать не только Дональду, но и богам. Они решают дать часть своей силы Дональду, чтобы он остановил этот кошмар.                    | В мультфильме появляются древнеримские боги Юпитер и Вулкан (выглядят как утки, очень похожие на Дональда). Последнее появление Пита в этой мульт-серии до августа 1953 года.                    |
| 49    | Дональд Дак и горилла Donald Duck and the Gorilla | 31 марта 1944   | Из зоопарка сбежала горилла. Она пробирается в дом к Дональду и племянникам.                                                                                               | Первый мультфильм серии, который критики отнесли к жанру «приключенческий фильм ужасов (фильм о монстрах)».                                                                                      |
| 50    | Птица кондор Contrary Condor                      | 21 апреля 1944  | Дональд отправляется в Анды за яйцом кондора. В итоге, чтобы избежать ярости мамы-кондора, ему приходится притвориться детёнышем кондора и перенести уроки первого полёта. | Дональд (утка) не умеет летать. |
| 51    | Утка-коммандос Commando Duck                      | 2 июня 1944     | Дональд — коммандос. Он заброшен на отдалённый тихоокеанский остров, чтобы уничтожить японский аэродром.                                                                   | Анти-японский мультфильм. Последний (из 11) мультфильм тематики «Дональд на войне». Единственный диснеевский мультфильм, в котором главный персонаж непосредственно сражается с врагом на войне. |
| 52    | Изобретатель The Plastics Inventor                | 1 сентября 1944 | Дональд конструирует самолёт из пластика. | |
| 53    | Отходной день Дональда Donald's Off Day           | 8 декабря 1944  | Племянники разыгрывают дядю Дональда, заставляя его поверить, что он ужасно болен.                                                                                         | |

### 1945
| № п/п | Название                             | Дата премьеры   | Синопсис | Комментарии, ссылки                                                                                                  |
| ----- | ------------------------------------ | --------------- | --- | --- |
| 54    | Смотрящий на часы The Clock Watcher  | 26 января 1945  | Дональд — упаковщик подарков в торговом центре. Толком у него ничего не получается. | |
| 55    | Волшебное око The Eyes Have It       | 30 марта 1945   | Дональд увлекается гипнозом и проводит свои эксперименты над Плуто. | Последнее появление Плуто в этой мульт-серии.                                                                        |
| 56    | Преступление Дональда Donald's Crime | 29 июня 1945    | Дональд отправляется на свидание с Дейзи, но у него мало денег. Он крадёт деньги из копилки племянников, но позднее начинает испытывать кошмарное (в прямом смысле) раскаяние.                            | Номинация на «Оскар» в категории «Лучший анимационный короткометражный фильм». Первая в мульт-серии пародия на нуар. |
| 57    | Утиная кожа Duck Pimples             | 10 августа 1945 | Дональд наслушался страшных радиопередач и начитался таких же книг, из-за чего ему снится кошмар. | Мультфильм снят в поджанре «Кто это сделал?»                                                                         |
| 58    | Излечившаяся утка Cured Duck         | 26 октября 1945 | Дейзи указывает Дональду, что он невероятно вспыльчив и отказывается встречаться с ним, пока он не сможет контролировать свою агрессию. Дональду удаётся излечиться с помощью «машины управления гневом». | |
| 59    | Старая секвойя Old Sequoia           | 21 декабря 1945 | Дональд — рейнджер в национальном парке. Он обязан следить, чтобы бобры не подгрызли дерево-рекордсмен — Старую Секвойю.                                                                                  | |

### 1946
| № п/п | Название                                        | Дата премьеры    | Синопсис | Комментарии, ссылки |
| ----- | ----------------------------------------------- | ---------------- | --- | --- |
| 60    | Двойные неприятности Donald's Double Trouble    | 28 июня 1946     | Дейзи указывает Дональду, что у него плохие манеры и английский. Дональд случайно встречает своего двойника, который более воспитан и хорошо говорит. Дональд за деньги просит того выдать перед Дейзи себя за него, но у двойника с Дейзи завязываются настоящие отношения. | Выясняется, что Дейзи невероятно вспыльчива, хотя совсем недавно за эту черту характера она критиковала Дональда («Излечившаяся утка», 1945). |
| 61    | Свежая краска Wet Paint                         | 9 августа 1946   | Дональд красит свою машину, но ему в этом мешает птица. | |
| 62    | Молчаливое рычание Юкона Dumb Bell of the Yukon | 30 августа 1946  | Дейзи просит Дональда сшить ей несколько шуб, поэтому он отправляется на Юкон на охоту на медведя. Ему удаётся выкрасть из-под носа мамы медвежонка, он привозит его домой и пытается убить, но тут к нему приходит мама-медведица.                                          | |
| 63    | Защита маяка Lighthouse Keeping                 | 20 сентября 1946 | Дональд — смотритель маяка. От скуки он начинает издеваться над пеликаном, и у них начинается противоборство во включении / выключении света. | |

### 1947
| № п/п | Название                           | Дата премьеры    | Синопсис | Комментарии, ссылки |
| ----- | ---------------------------------- | ---------------- | --- | --- |
| 64    | Меткие стрелки́ Straight Shooters   | 18 апреля 1947   | Дональд управляет тиром на карнавале, и к нему приходят пострелять шаловливые и хитрые племянники.                                                                                                | |
| 65    | Дональд во сне Sleepy Time Donald  | 9 мая 1947       | Дейзи всячески оберегает Дональда, который страдает лунатизмом. | |
| 66    | Клоун джунглей Clown of the Jungle | 20 июня 1947     | Дональд — фотограф дикой природы в Южной Америке. Работать ему не даёт «клоун джунглей» — Птица Аракуан, которая доводит его до безумия.                                                          | |
| 67    | Дилемма Дональда Donald's Dilemma  | 11 июля 1947     | Дейзи рассказывает психологу о своей проблеме: недавно она гуляла со своим возлюбленным (Дональдом) и ему на голову упал цветочный горшок. После этого он стал известным певцом, а о Дейзи забыл. | Название мультфильма неправильное: показана дилемма Дейзи, а не Дональда. Впервые в мульт-серии ключевая роль отведена флешбэкам. |
| 68    | Жук в банке Bootle Beetle          | 22 августа 1947  | Редкое насекомое, Жук Бутл, рассказывает, как в детстве встретился с ужасным монстром — Дональдом.                                                                                                | |
| 69    | Wide Open Spaces                   | 12 сентября 1947 | Дональд — автомобильный путешественник. Он хочет переночевать в лесу на надувном матрасе, но на его пути встаёт множество препятствий.                                                            | |
| 70    | Чип и Дейл Chip an' Dale           | 28 ноября 1947   | Дональд живёт в небольшом домике в глуши. Он случайно срубает на дрова дерево, в котором живут Чип и Дейл. Между ними начинается противостояние.                                                  | Номинация на «Оскар» в категории «Лучший анимационный короткометражный фильм»                                                     |

### 1948
| № п/п | Название                                         | Дата премьеры   | Синопсис | Комментарии, ссылки |
| ----- | ------------------------------------------------ | --------------- | --- | --- |
| 71    | Капли свели Дональда с ума Drip Dippy Donald     | 5 марта 1948    | Дональд очень хочет спать, но это сделать ему не даёт капающая из крана вода. | В мультфильме Дональд конструирует т. н. «Машину Голдберга». |
| 72    | Daddy Duck                                       | 16 апреля 1948  | Дональд усыновляет детёныша кенгуру и пытается его искупать. | |
| 73    | Голос Мечты Дональда Donald's Dream Voice        | 21 мая 1948     | Дональд — бродячий торговец, продающий щётки. Продаж почти нет, потому что никто не может понять, что он говорит. Дональд принимает «голосовые таблетки», и его речь становится чистой и ясной. | |
| 74    | Суд над Дональдом Даком The Trial of Donald Duck | 30 июля 1948    | Дональд перекусил в ресторане и отказался платить. В наказание он 10 дней моет посуду в этом ресторане (на самом деле бьёт её).                                                                 | |
| 75    | Младший декоратор Inferior Decorator             | 27 августа 1948 | Дональд клеит у себя дома обои с цветочками, чем привлекает Пчелу Спайка. Начинается противостояние, в котором побеждает пчела.                                                                 | |
| 76    | Супчик на плите Soup's On                        | 15 октября 1948 | Дональд готовит ужин — индейку. Его племянники как всегда проказничают, заставляя поверить Дональда, что он умер.                                                                               | Утки ужинают индейкой. Такой же акт «каннибализма» встречался ранее в серии «Угроза прогульщиков» (1941). Также критики отмечают удивительную жестокость племянников в ответ на всего лишь указание Дональда вымыть руки перед едой. |
| 77    | Завтрак для троих Three for Breakfast            | 5 ноября 1948   | Дональд готовит у себя дома блины, и на запах приходят голодные Чип и Дейл. | |
| 78    | Чай на 200 персон Tea for Two Hundred            | 24 декабря 1948 | Дональд отдыхает на природе. Он издевается над муравьём, несущим огромный боб. В итоге, колония муравьёв похищает всю еду Дональда, сбрасывает его в воду, играет им в футбол и даже раздевает. | Номинация на «Оскар» в категории «Лучший анимационный короткометражный фильм» |

### 1949
| № п/п | Название                                        | Дата премьеры   | Синопсис | Комментарии, ссылки |
| ----- | ----------------------------------------------- | --------------- | --- | --- |
| 79    | День рождения Дональда Donald's Happy Birthday  | 11 февраля 1949 | Племянники решают подарить дяде Дональду на день рождения коробку сигар. Неправильно поняв мальчиков, Дональд заставляет их выкурить всё самим.                                                                                      | |
| 80    | Морские соли Sea Salts                          | 8 апреля 1949   | Жук Бутл рассказывает, как когда-то потерпел кораблекрушение, и выжили только он и Дональд. | |
| 81    | Запас на зиму Winter Storage                    | 3 июня 1949     | Дональд — рейнджер в парке. Он засеивает поляну дубовыми жёлудями, чем привлекает внимание голодных Чипа и Дейла. | |
| 82    | Honey Harvester                                 | 5 августа 1949  | Дональд обнаруживает улье пчёл в радиаторе своей старой машины, он похищает оттуда мёд, но разъярённые пчёлы заставляют его всё вернуть обратно.                                                                                     | |
| 83    | В скорлупе All in a Nutshell                    | 2 сентября 1949 | Дональд — владелец придорожного киоска по продаже орехового масла. Его обнаруживают Чип и Дейл, воруют оттуда банки с маслом себе на зиму. Преследующего их Дональда бурундуки сбрасывают со скалы в реку.                           | |
| 84    | Зелёный сад The Greener Yard                    | 14 октября 1949 | Жук Бутл рассказывает своему сыну об опасностях, таящихся в саду Дональда. | |
| 85    | Подавай, Дональд, подавай! Slide, Donald, Slide | 25 ноября 1949  | Дональд ссорится с Пчелой Спайком из-за того, что слушать по радио: классическую музыку или бейсбол. | |
| 86    | Любители игрушек Toy Tinkers                    | 16 декабря 1949 | Чип и Дейл прокрадываются в дом к Дональду, который готовится встречать Рождество, и потому у него много сладостей, орехов и игрушек. Между Дональдом и бурундуками завязывается битва с использованием самых разнообразных игрушек. | Номинация на «Оскар» в категории «Лучший анимационный короткометражный фильм». Первый в мульт-серии «рождественский мультфильм». |

### 1950
| № п/п | Название                          | Дата премьеры   | Синопсис | Комментарии, ссылки |
| ----- | --------------------------------- | --------------- | --- | --- |
| 87    | Lion Around                       | 20 января 1950  | Племянники решают напугать дядю Дональда, переодевшись в горного льва. Они разоблачены, но затем к Дональду наведывается настоящая пума. | |
| 88    | Без ума от Дейзи Crazy Over Daisy | 18 марта 1950   | 1890-е. Дональд едет к Дейзи на пенни-фартинге. Чип и Дейл смеются над ним и в итоге ломают его средство передвижения. Разъярённый Дональд мастерит новый велосипед «на бурундучьем приводе». Однако Дейзи жалеет бурундуков, забирает их к себе, а с Дональдом сурово прощается. | Впервые в мульт-серии появляются Гуфи, Микки Маус и Минни Маус (в роли самих себя, эпизодические роли — прохожие горожане). |
| 89    | Испорченный отдых Trailer Horn    | 28 апреля 1950  | Дональд отдыхает на природе, но Чип и Дейл заявляют, что он «украл их орехи», и поэтому всячески портят ему выходной день. | |
| 90    | Hook, Lion and Sinker             | 1 сентября 1950 | Лев Луи с сыном решают не тратить время и силы на рыбалку, а поживиться свежепойманной рыбой в доме Дональда. | |
| 91    | Пчела на пляже Bee at the Beach   | 13 октября 1950 | Дональд отдыхает на пляже, но не может поделить место с отдыхающей там же Пчелой Спайком. | |
| 92    | Верхом на ветке Out on a Limb     | 15 декабря 1950 | Дональд — «древесный хирург». Он вступает в конфликт с Чипом и Дейлом, живущими в кроне одного из деревьев. | |

### 1951
| № п/п | Название                                      | Дата премьеры   | Синопсис | Комментарии, ссылки |
| ----- | --------------------------------------------- | --------------- | --- | ------------------- |
| 93    | Утка-пижон Dude Duck                          | 2 марта 1951    | Дональд отдыхает на «пижонском ранчо». Всех хороших коней разобрали отдыхающие, и ему достаётся унылая несговорчивая лошадка.                                                                            |                     |
| 94    | Кукурузные хлопья Corn Chips                  | 21 марта 1951   | Между Дональдом и Чипом и Дейлом возникает конфликт из-за его попкорна, который голодные бурундуки хотят украсть.                                                                                        |                     |
| 95    | Дональд — лётчик-испытатель Test Pilot Donald | 8 июня 1951     | Дональд — испытатель тросовых самолётов. Он застревает на дереве, с которого за ним наблюдали Чип и Дейл. Дейл мечтает полетать на таком самолёте и поэтому крадёт его.                                  |                     |
| 96    | Счастливый номер Lucky Number                 | 20 июля 1951    | Дональд выиграл автомобиль в лотерею, но знают об этом только его племянники. Они забирают его и хотят порадовать дядю, но тот уверен, что мальчишки его обманули, поэтому в отместку уничтожает машину. |                     |
| 97    | Всё не так! Out of Scale                      | 2 ноября 1951   | Дональд на своём заднем дворе выстроил модель железной дороги. Чип и Дейл недовольны этим, так как Дональд для достоверности масштаба убирает настоящее дерево, в котором живут бурундуки.               |                     |
| 98    | Пчела на страже Bee on Guard                  | 14 декабря 1951 | Дональд в своём саду замечает пчёл и решает поживиться их мёдом. |                     |

### 1952
| № п/п | Название                                       | Дата премьеры   | Синопсис | Комментарии, ссылки |
| ----- | ---------------------------------------------- | --------------- | --- | ------------------- |
| 99    | Дональд — яблочная сердцевина Donald Applecore | 18 января 1952  | Дональд — фермер, выращивающий яблоки. Он вступает в противостояние с Чипом и Дейлом, которые крадут его урожай. |                     |
| 100   | Давайте держаться вместе Let's Stick Together  | 25 апреля 1952  | Дональд — пожилой смотритель парка. Там же на дереве живёт Пчела Спайк. Он вспоминает, как в молодости они с Дональдом делали совместные дела: были дворниками, продавцами воздушных шаров, татуировщиками, открыли собственное текстильное производство; как он женился. |                     |
| 101   | Муравьи дяди Дональда Uncle Donald's Ants      | 18 июля 1952    | Муравьи захватывают дом Дональда, крадут торт, строят трубопровод из макарон для транспортировки кленового сиропа в свой муравейник и прочее и прочее… |                     |
| 102   | Кошелёк или жизнь Trick or Treat               | 10 октября 1952 | Хеллоуин. Ведьма объединяет усилия с племянниками Дональда, чтобы проучить их дядю-жадину, который ест конфеты сам вместо того, чтобы раздавать их детям. |                     |

### 1953
| № п/п | Название                                          | Дата премьеры   | Синопсис | Комментарии, ссылки                                                                                    |
| ----- | ------------------------------------------------- | --------------- | --- | --- |
| 103   | Фонтан молодости Дональда Don's Fountain of Youth | 30 мая 1953     | Дональд разыгрывает племянников, притворяясь впавшим в детство (вплоть до времени, когда он был яйцом) после того как испил воды в «фонтане молодости».                                               | |
| 104   | Новый сосед The New Neighbor                      | 1 августа 1953  | У Дональда новый сосед — грубиян, хулиган и воришка Пит. Вскоре между ними разгорается настоящая война, настолько серьёзная, что о них даже пишут в газетах, а вокруг собираются соседи-«болельщики». | |
| 105   | Суровый медведь Rugged Bear                       | 23 октября 1953 | Медведь Хамфри не успел уйти в глухие места с началом сезона охоты, поэтому несколько недель притворяется ковром из медвежьей шкуры перед камином в охотничьем домике Дональда.                       | Номинация на «Оскар» в категории «Лучший анимационный короткометражный фильм».                         |
| 106   | Работа за орехи Working for Peanuts               | 11 ноября 1953  | Вечно голодные Чип и Дейл решают поживиться арахисом, которым посетители зоопарка угощают животных. Для этого они притворяются редкими грызунами-альбиносами.                                         | Первый мультфильм серии, снятый в 3D. Словосочетание working for peanuts означает «работать за гроши». |
| 107   | Утка в нокауте Canvas Back Duck                   | 25 декабря 1953 | Дональд с племянниками посещают карнавал. Хитрый зазывала втягивает его в драку с огромным бойцом Питом. Странным образом Дональд одерживает победу над ним.                                          | |

### 1954
| № п/п | Название                             | Дата премьеры   | Синопсис | Комментарии, ссылки |
| ----- | ------------------------------------ | --------------- | --- | --- |
| 108   | Spare the Rod                        | 15 января 1954  | По совету психолога, Дональд присоединяется к играм своих племянников, чтобы заставить их выполнять домашние дела. Тем временем из близлежащего цирка сбежали три пигмея-каннибала, а Дональд думает, что это переодетые племянники продолжают свои забавы, поэтому мужественно всё терпит, пока его едва не съедают. | Спустя годы изображение здесь пигмеев было признано расизмом, унижающим коренных африканцев. В результате цензуры мультфильм потерял весь свой смысл и сократился с 6 до 2,5 минут. |
| 109   | Дневник Дональда Donald's Diary      | 13 февраля 1954 | Дональд встречает Дейзи, они влюбляются, женятся. Вскоре Дейзи резко портится: забирает зарплату мужа, не уважает его, взваливает на него всю работу по дому. Оказывается, это был страшный сон. | |
| 110   | Сражение с драконом Dragon Around    | 16 июля 1954    | Дейл начитался сказок о сражении с драконами. Он и Чип переодеваются рыцарями и начинают сражение с «драконом» — Дональдом, который с помощью разнообразной техники, огня и динамита хочет уничтожить дерево, в котором живут бурундуки.                                                                              | |
| 111   | Grin and Bear It                     | 13 августа 1954 | Дональд отправляется в национальный парк на пикник. Оказывается, к каждому гостю приставлен свой медведь, попрошайничающий еду. | |
| 112   | Летающая белка The Flying Squirrel   | 12 ноября 1954  | Дональд торгует арахисом в парке. За вкусное вознаграждение он просит помочь ему белку-летягу, но плата оказывается плохой, из-за чего между селезнем и белкой возникает конфликт. | |
| 113   | Большой Каньонскоп Grand Canyonscope | 23 декабря 1954 | Дональд отправляется на экскурсию в Большой каньон. Там на него нападает лев. В процессе погони льва за селезнем естественному виду каньона наносится серьёзный ущерб. Суровый рейнджер приказывает им взяться за лопаты и всё восстановить как было.                                                                 | Первый мультфильм серии, снятый в формате CinemaScope. |

### 1955
| № п/п | Название                       | Дата премьеры    | Синопсис | Комментарии, ссылки |
| ----- | ------------------------------ | ---------------- | --- | --- |
| 114   | Охотиться запрещено No Hunting | 14 января 1955   | Дональд, вдохновлённый воспоминаниями о своём дедушке-первопроходце, отправляется на охоту. Желающих поохотиться в первый день сезона много, их охота напоминает настоящую войну: танки, корабли-амфибии, парашютное десантирование… | Номинация на «Оскар» в категории «Лучший анимационный короткометражный фильм».                                                                                   |
| 115   | Bearly Asleep                  | 19 августа 1955  | Дональд — лесничий, смотритель заповедника. Он укладывает своих подопечных медведей на зимнюю спячку, но один отказывается спать и пробирается в дом к Дональду.                                                                     | |
| 116   | Безобразный медведь Beezy Bear | 2 сентября 1955  | Дональд — пчеловод. Один из медведей, живущих в заповеднике по соседству, повадился к нему на пасеку… | |
| 117   | На дереве Up a Tree            | 23 сентября 1955 | Дональд — лесоруб, он хочет срубить огромное дерево, которое является домом для Чипа и Дейла. С трудом ему это удаётся, но бурундуки мстят, и в итоге дом Дональда разрушен.                                                         | «…один из самых смешных и быстрых мультфильмов о Дональде… содержит одну из самых безумных серий приколов, когда-либо придуманных для диснеевского мультфильма…» |

### 1956
| № п/п | Название                     | Дата премьеры   | Синопсис | Комментарии, ссылки                                                                        |
| ----- | ---------------------------- | --------------- | --- | ------------------------------------------------------------------------------------------ |
| 118   | Грызуны на палубе Chips Ahoy | 24 февраля 1956 | Вечно голодные Чип и Дейл решают переселиться на новое дерево, где много желудей. Для этого им надо пересечь озеро, и они решают стать моряками на маленьком сувенирном корабле Дональда… | Последнее появление Чипа и Дейла в «Золотом веке американской мультипликации» (1928—1969). |

### 1961
| № п/п | Название               | Дата премьеры | Синопсис                                                                                     | Комментарии, ссылки |
| ----- | ---------------------- | ------------- | -------------------------------------------------------------------------------------------- | --- |
| 119   | Мусорник The Litterbug | 21 июня 1961  | Дональд с племянниками мусорят где попало, но полицейский заставляет их всё за собой убрать. | Единственный мультфильм серии, в котором ни Дональд, ни племянники не произносят ни слова; рассказчиком за кадром выступил известный актёр Джон Денер. |